# Piet Deslé
Piet Deslé is een Vlaamse voormalige journalist en politicus voor Lijst Dedecker.

## Biografie
Piet Deslé studeerde ziekenhuiswetenschappen aan de Katholieke Universiteit Leuven (1975). In 1978 ging hij aan de slag als journalist bij de BRT. In 1980 werd hij eindredacteur van het ochtendnieuws. In 1988 stapte hij over naar de nieuwsredactie van VTM, die hij mee opstartte. In 1997 presenteerde hij het programma Oproep 2020. Vervolgens werd hij hoofdredacteur van het radionieuws van de VMMa, bij de nieuwe radiozender Q-music. Deslé stond ook mee aan de wieg van de Raad voor de Journalistiek. Van 2003 tot 2007 was hij hoofdredacteur audionieuws van het persagentschap Belga.
In 2007 werd Deslé communicatiemanager van Lijst Dedecker. Tot 2014 was hij ook woordvoerder van volksvertegenwoordiger Jean-Marie Dedecker. Hij was lijsttrekker voor de partij bij de Brusselse gewestverkiezingen van 2009. Hij behaalde 299 voorkeursstemmen, wat onvoldoende was om verkozen te worden. Bij de federale verkiezingen van 2010 was hij lijsttrekker in de kieskring Brussel-Halle-Vilvoorde. Hij haalde 1.230 voorkeursstemmen en werd andermaal niet verkozen.
In 2015 was hij leraar in het Institut Saint-Boniface in Elsene. Sindsdien werkt hij als communicatieadviseur, docent journalistiek (SYNTRA) en freelance leraar, copywriter en vertaler.